# Drassodes sockniensis
Drassodes sockniensis är en spindelart som först beskrevs av Karsch 1881.  Drassodes sockniensis ingår i släktet Drassodes och familjen plattbuksspindlar.
Artens utbredningsområde är Libya. Inga underarter finns listade i Catalogue of Life.